# 北朝鮮の司法
北朝鮮の司法（きたちょうせんのしほう）では、朝鮮民主主義人民共和国における司法について述べる。

## 概要
朝鮮民主主義人民共和国社会主義憲法によると、中央裁判所、道裁判所、市・郡人民裁判所及び特別裁判所で行い、朝鮮民主主義人民共和国の名で判決を言い渡すとされる。
このうち、中央裁判所が、日本における最高裁判所にあたる。
また、同憲法164条には「裁判は、公開し、被訴者の弁護権を保障する。」とある。ただし、大韓民国統一部の情報では2016年に「会議で座る姿勢が悪い」という理由で死刑となった高官がいるとされ、保障の実態については不透明である。

## 刑罰
この節では、北朝鮮の司法判決によって課される刑罰について記述する。
- 死刑
- 労働教化刑（懲役刑にあたる）

## 批判
裁判における判決文に「犬畜生にも劣る醜い人間のゴミ」などの罵詈雑言が記載されている場合もあり、これについて任仲夷は、「ならず者国家の判決文。ならず者のDNAが紙面から滲み出ている。」と批判している。